# Elektrėnai (gemeente)
Elektrėnai is een van de 60 Litouwse gemeenten, in het district Vilnius.
De hoofdplaats is de gelijknamige stad Elektrėnai. De gemeente telt 29.000 inwoners op een oppervlakte van 509 km².